# Охлокрация
Охлокрация (на старогръцки οχλοκρατία, от οχλος – тълпа и кρατος – сила, власт) буквално значи власт на тълпата, но не трябва да се бърка с демокрацията. Обикновено се приема за изродена форма на демокрацията. За охлокрацията е характерно, че народът често мени предпочитанията си, повлиян от демагогия. Охлокрацията е характерна за преходни и кризисни периоди.
Терминът е въведен от Аристотел, който описва Атина по времето на Перикъл като охлокрация. Според него охлокрацията е една от трите форми, изродени от чистата форма на управление на демокрацията. Понякога терминът се бърка с „Тирания на мнозинството“, тъй като са тясно свързани. Не трябва да се бърка понятието „тълпа“ с представата за „мнозинство“. Друг исторически пример за охлокрация някои изследователи виждат в Римската империя по времето на войнишките императори. Тогава легионите произволно качват на престола своите военачалници.

## Определения
Древногръцкият историк Полибий определя охлокрацията в своето произведение „История“ като продукт от действията на демагозите. Описва тази форма на управление като като: „Тирания на необразованата тълпа и ненужно използване на сила за задължаване на управляващите да приемат дадена политика, решение или неблагоприятни промени“. Когато демокрацията се характеризира с беззаконие и насилие, с течение на времето, се превръща в охлокрация. Според теорията за кръговрата на политическите системи, към която Макиавели също се придържа, охлокрацията е най-лошата сред останалите форми на управление, последен стадий на упадък на властта. Полибий описва цикъл от шест фази, при който монархията се изражда в тирания, аристокрацията в олигархия, а демокрацията е заменена от охлокрация.
Платон казва, че демокрацията възниква, „когато бедните победят и едни от хората на другите партии избиват, други изгонват, а на останалите дават равни права на власт и управление. Обикновено висшите държавни длъжности се раздават чрез хвърляне на жребий“. Той определя тази форма на държавно устройство като приятна и разнообразна. Проблемът ѝ се корени в липсата на компетентно управление. Основно благо на демокрацията е свободата, но прекалената свобода води до гибелта на това управление. Платон приравнява крайната демокрация с охлокрацията и беззаконието. Гражданите на това управление не се грижат нито за писаните, нито за неписаните закони.
Подобно на Аристотел, Цицерон и Макиавели, Русо смята, че при злоупотреба с управлението демокрацията може да се замени от охлокрация. Според неговия „обществен договор“ охлокрацията се определя като изродена форма на демокрацията. Причината за този упадък е игнорирането на общата воля, която спира да бъде такава, когато се пренебрегват интересите на част от населението. В този случай мнозинството упражнява натиск върху определено малцинство. Русо прави разлика между общата воля, която има силата на закон, и волята на всички, която е насочена към частния интерес и е само сбор от частни воли.
Според шотландския мислител Джеймс Макинтош (1765 – 1832) охлокрацията е власт на корумпираната тълпа. Определя я като тирания на тълпата, която никога не може да бъде възприета като управление на един народ, тъй като деспотизмът сам по себе си означава анархия, безредица, беззаконие.

## Развитие на охлокрацията
Нормално е определена ситуация да бъде повлияна от нечии интереси. Мислители на Просвещението, а също така Перикъл, Джовани Сартори, Лопе де Вега, Хосе Ортега и Гасет, Токвил предупреждават за реално съществуващата опасност за популярната демокрация, опасност управляващите да наложат волята си според личните си интереси и да се изроди демокрацията в охлокрация. Целта им е да запазят властта си като използват корупцията, манипулират хората, създавайки усещането за едно фалшиво „легитимно“ управление.
В развитието на охлокрацията интересите на държавата остават на заден план. Основната цел е запазването на властта посредством действията на демагозите, които чрез ораторско майсторство контролират народа и печелят подкрепата му. Метода на комуникация, а също и неинформираността са основния ключ към запазването на привидната демокрация и реално съществуваща охлокрация. Фактически „демосът“ упражнява властта си чрез посредничеството на демагозите, които стават могъщи вследствие на съсредоточената върховна власт в народа. Чрез лъжливи обещания оказват влияние върху мнението на народа и успяват да получат желаната власт.

## Политическа философия
Основният въпрос е: Как да предпазим демокрацията от охлокрация? Може би укрепването на властта на правителството би поставило необходимите граници на охлокрацията. Но докъде трябва да имат власт управляващите, така че да не нарушат правата на гражданите? Основен принцип на демокрацията е наличието на сила, която да се противопостави на тълпата, но въпросът е да се знае в какви граници това е възможно без да се превърне в тиранична форма на управление.
Кога се преминава от демокрация в охлокрация? Границата между двете форми на управление е изключително тънка. Според Русо това става когато общата воля отстъпва на волята на всички.